# Deh Tūt-e Soflá
Deh Tūt-e Soflá (persiska: ده توت سفلی) är en ort i Iran.   Den ligger i provinsen Kermanshah, i den nordvästra delen av landet, 500 km väster om huvudstaden Teheran. Deh Tūt-e Soflá ligger 1 103 meter över havet och antalet invånare är 322.
Terrängen runt Deh Tūt-e Soflá är kuperad åt sydost, men åt nordväst är den bergig. Deh Tūt-e Soflá ligger nere i en dal. Runt Deh Tūt-e Soflá är det ganska tätbefolkat, med 72 invånare per kvadratkilometer. Närmaste större samhälle är Javānrūd, 13,8 km öster om Deh Tūt-e Soflá. Omgivningarna runt Deh Tūt-e Soflá är i huvudsak ett öppet busklandskap.